# Bank der Deutschen Arbeit

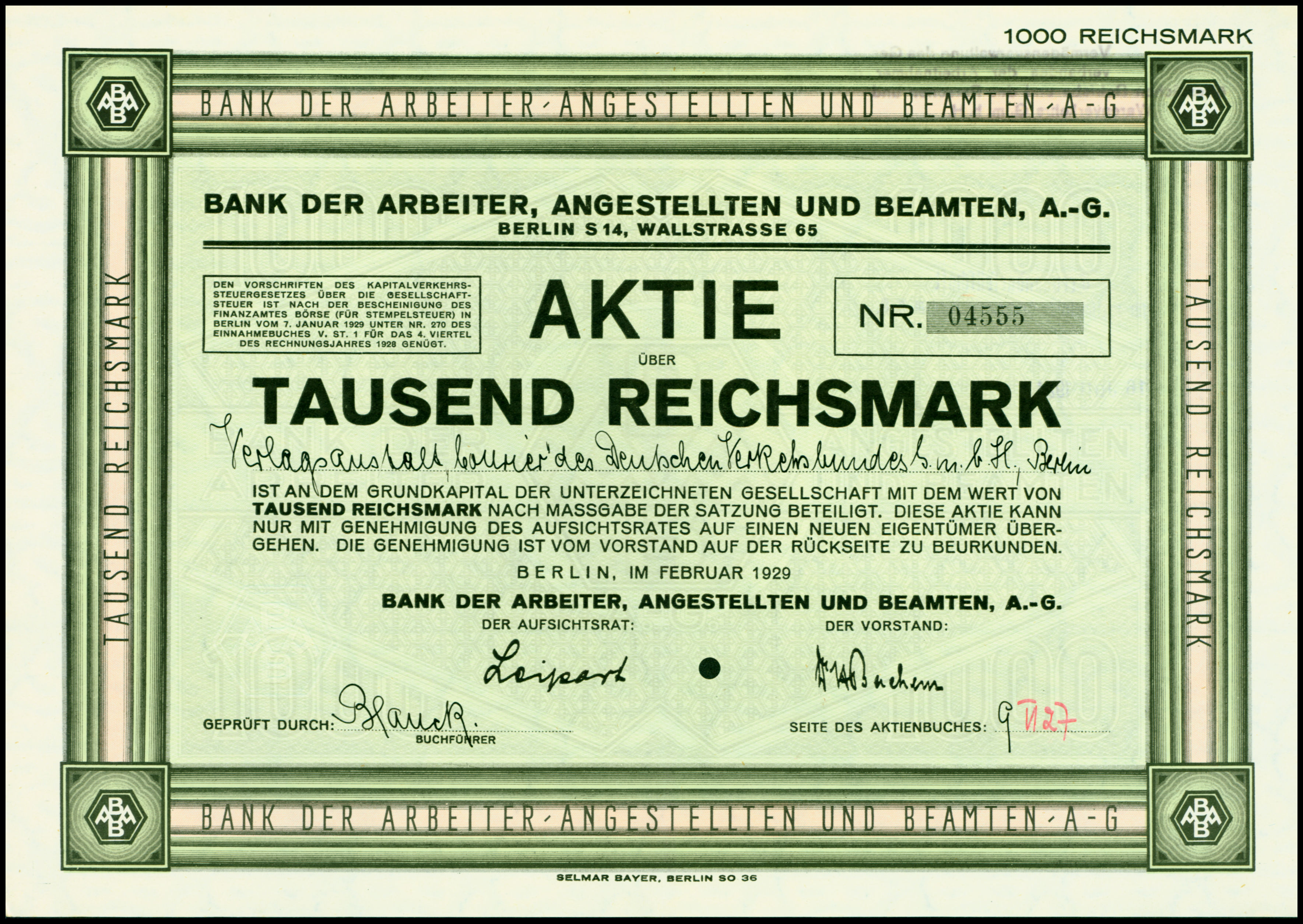
Namensaktie über 1000 RM der Bank der Arbeiter, Angestellten und Beamten AG vom Februar 1929

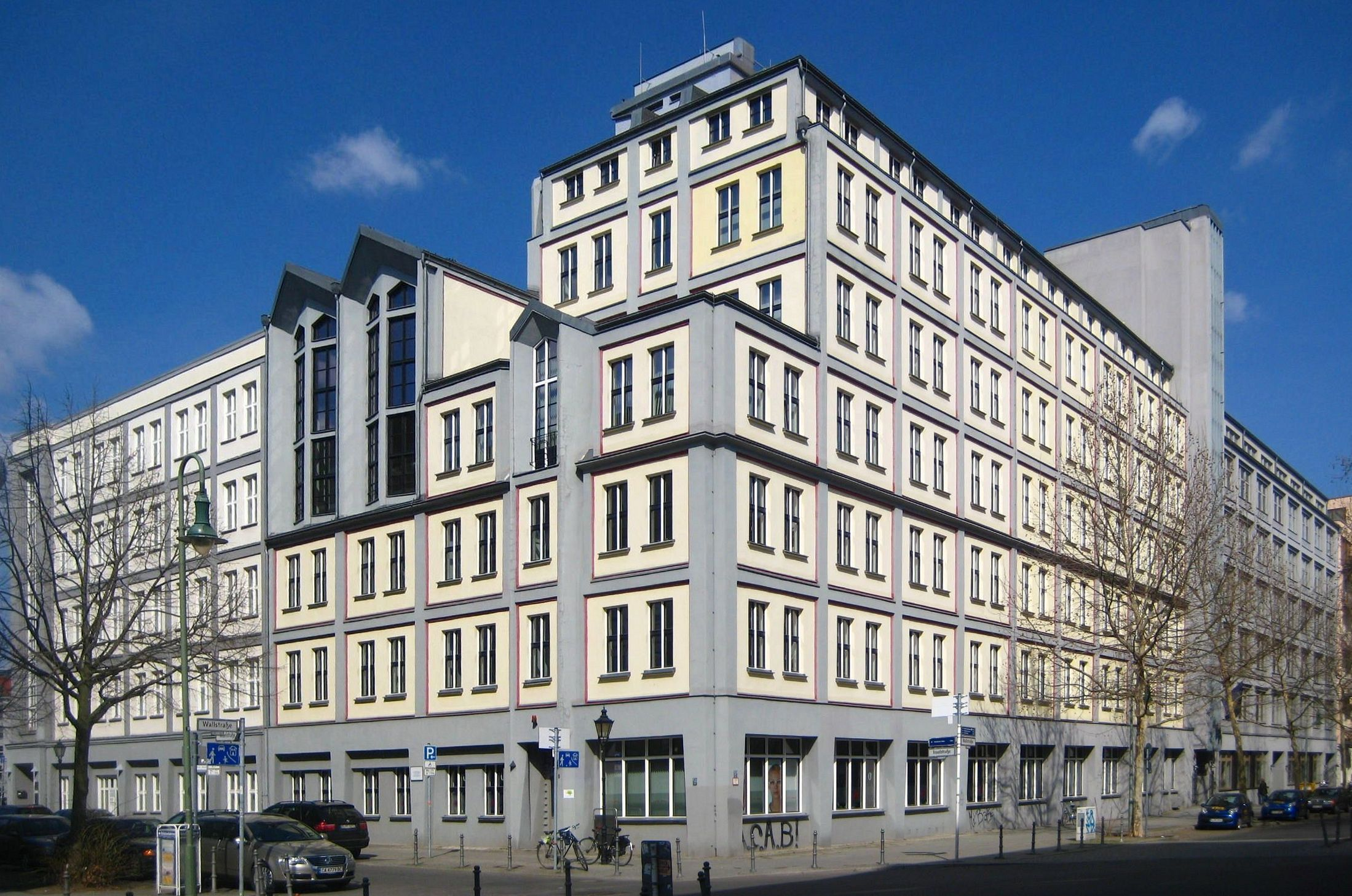
Wallstraße 65, Hauptsitz der Bank

Die Bank der Arbeiter, Angestellten und Beamten AG, später Bank der Deutschen Arbeit AG, vielfach als Arbeitsbank bezeichnet, war eine ursprünglich gewerkschaftsnahe Bank mit Sitz in Berlin.

## Geschichte

### Weimarer Republik

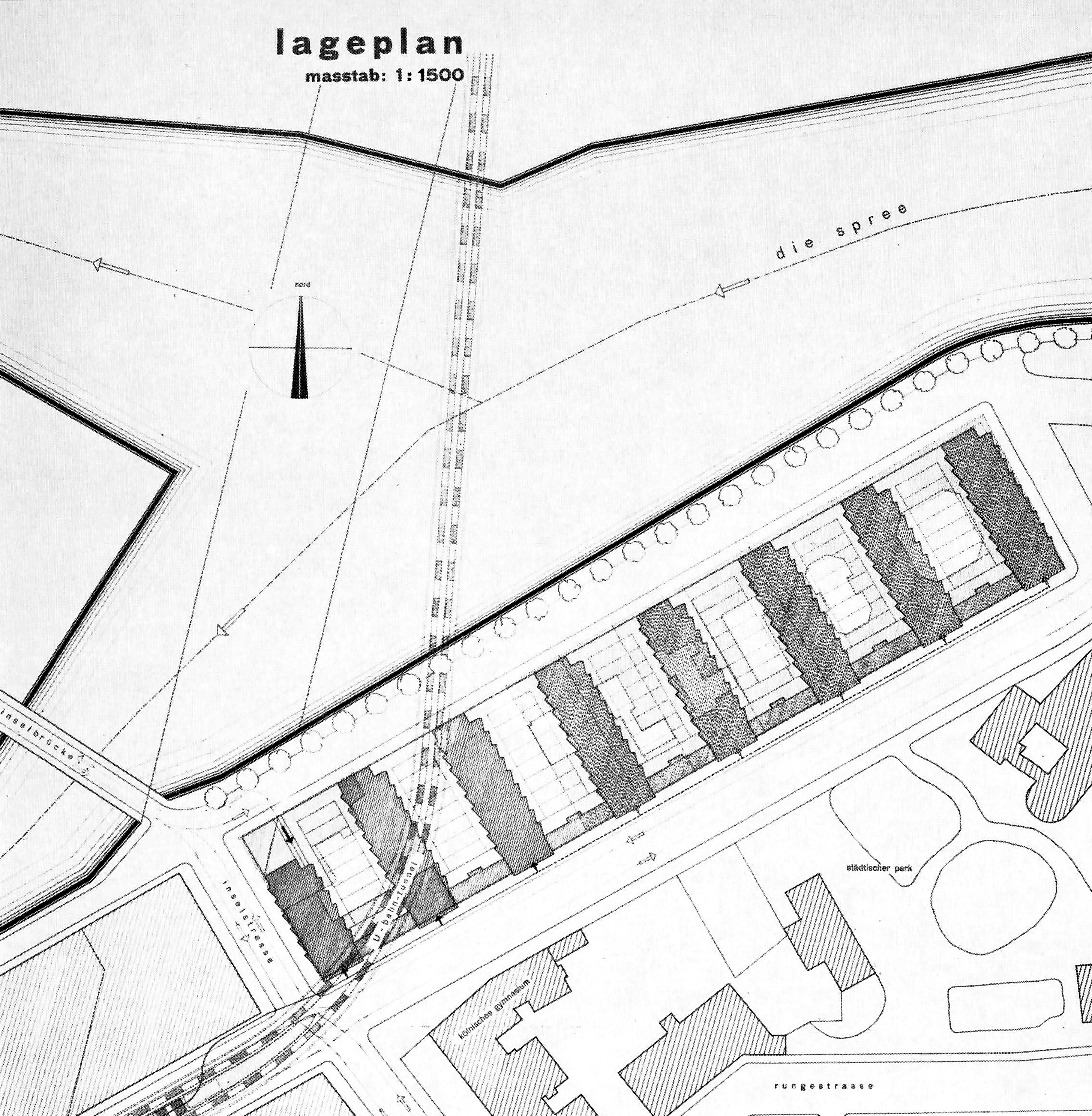
Hannes Mayers Wettbewerbsbeitrag (drei Bürogebäude über U-Bahn-Tunnel) und Erweiterungsbauten (1929)

1923 gründeten der Allgemeine Deutsche Gewerkschaftsbund und der Allgemeine Deutsche Beamtenbund eine Kapitalanlagegesellschaft, die Deutsche Kapitalverwertungsgesellschaft mbH. Aufgabe dieser Gesellschaft war die ertragbringende Anlage der Geldmittel der Gewerkschaften. Hintergrund der Gründung war die Hyperinflation 1923, die auch die Geldmittel der Gewerkschaften vernichtet hatte.
Die Bank der Arbeiter, Angestellten und Beamten wurde am 31. Mai 1924 aus der Deutschen Kapitalverwertungsgesellschaft mbH als gewerkschaftsnahes Kreditinstitut gegründet. Die nominalen Eigentumsverhältnisse waren komplex. Neben dem Zentralverband Deutscher Konsumgenossenschaften war die Verlagsgesellschaft des DAGV und andere gewerkschaftseigene Unternehmen Anteilseigner der Bank der Arbeiter, Angestellten und Beamten. Die Bank expandierte kontinuierlich. 1930 verfügte sie über 223 Zahlstellen in 171 Städten. Dennoch blieb die Geschäftspolitik vorsichtig. In der Deutschen Bankenkrise hatte sie keine Verluste hinzunehmen. Sitz der Bank war seit 1932 das Gewerkschaftshaus in der Wallstraße 65 in Berlin-Mitte.

### Die Gleichschaltung der Bank der Arbeiter, Angestellten und Beamten
Nach der Ernennung Hitlers zum Reichskanzler und der Machtergreifung der Nationalsozialisten begannen die Gewerkschaften Anfang Februar 1933 Vermögenswerte in das Ausland zu transferieren. Robert Ley befahl am 21. April 1933 in seiner Eigenschaft als Führer des Aktionskomitees zum Schutz der Deutschen Arbeit SA und SS, nicht nur die Gewerkschaftshäuser, sondern auch die Zahlstellen der Bank der Arbeiter, Angestellten und Beamten zu besetzen und die Filialleiter in sogenannte Schutzhaft zu nehmen. Am 2. Mai 1933 erfolgte die Verhaftung der Führungsspitze und derjenigen Gewerkschafter, die Namenspapiere hielten. Diese wurden so gezwungen, ihre Anteile der Treuhandgesellschaft für wirtschaftliche Unternehmungen der Deutschen Arbeitsfront (DAF) zu überschreiben. Am 12. Mai 1933 wurde Robert Ley als „Pfleger“ des Gewerkschaftsvermögens eingesetzt. Dieser setzte für die einzelnen Gesellschaften des Gewerkschaftsvermögens Bevollmächtigte ein. Dies war im Fall der Bank der Arbeiter, Angestellten und Beamten der Bankier Karl Müller, der neuer Vorstandsvorsitzender der Bank wurde. Robert Ley wurde Aufsichtsratsvorsitzender. Von den 236 Angestellten der Bank wurden 99 entlassen. Damit war die Gleichschaltung des Instituts abgeschlossen. Die Enteignung der letzten Anteile zog sich bis 1935 hin. Alleinaktionär war nun die DAF. Am 31. Oktober 1933 erfolgte die Umbenennung in Bank der Deutschen Arbeit AG. Neben der Bank der Arbeiter, Angestellten und Beamten fielen auch andere gewerkschaftsnahe Banken der DAF in die Hände. Das waren die Bank des christlichen DGB, die später in National-Bank umbenannte Deutsche Volksbank, die Bank des Deutschnationalen Handlungsgehilfen-Verband Deutsche-Angestellten-Verbands-Sparkasse (DAVS) und viele kleinere Banken (z. B. die Deutsche Werkmeister-Sparbank AG, die Industriebeamten-Sparbank e.G.m.b.H, die Deutsche Wirtschaftsbank oder die Bank für deutsche Arbeit und Sparbank von 1820 AG). Die Anteile der Deutschen Volksbank wurden Ende 1933 zu einem Viertel an private Eigentümer, zu einem Drittel an die staatsnahe Industrie-Bank und zum Rest an die Bank der Deutschen Arbeit verkauft. Den Anteil der Bank der Deutschen Arbeit verkaufte diese im Folgejahr an Unternehmen aus dem Ruhrgebiet. Ab dem 24. Dezember 1934 übernahm die Bank der Deutschen Arbeit den Zahlungsverkehr der DAVS. In den Folgemonaten wurden die Konten der DAVS schrittweise von der Bank der Deutschen Arbeit übernommen. Die anderen kleineren Banken wurden ähnlich behandelt. Nach Abschluss dieser Transaktionen war das Bankgeschäft der DAF in der Bank der Deutschen Arbeit gebündelt.

### Weitere Entwicklung in der Zeit des Nationalsozialismus
Ab 1936 wurden viele Industrie- und Bankbeteiligungen veräußert und einige neue hinzugekauft. Die Zentrale der Bank war ab Februar 1939 in Berlin, Unter den Linden/Ecke Neustädtische Kirchstraße. 1940 wurde die „Ostdeutsche Privatbank AG“ erworben. 1944 bestanden 53 Niederlassungen in den meisten größeren deutschen Städten.
Bedeutende Tochtergesellschaften waren u. a.
- Bank voor Nederlandschen Arbeid N.V., Amsterdam C, mit Filialen in Rotterdam und in Utrecht
- Westbank N.V. (Banque de l’Ouest S.A.), Brüssel mit Filiale in Antwerpen

Mitte 1935 wurde Karl Müller als Vorstandsvorsitzender gestürzt und durch Carl Rosenhauer ersetzt, der seit 1933 Vorstandsmitglied gewesen war. Rosenhauer, der genauso wie Müller am 1. Mai 1933 der NSDAP beigetreten war, blieb bis Ende 1942 Vorstandsvorsitzender der Bank der Deutschen Arbeit. „Starker Mann“ in der Bank war bis zum Ende der Zeit des Nationalsozialismus Heinrich Simon. Anfang 1943 wurde Robert Lencer Vorstandsvorsitzender. Lencer war Anfang Januar 1938 Vorstandsmitglied geworden.
Die Bank wuchs, ähnlich wie die anderen Kreditinstitute, insbesondere durch das Wachstum der Spareinlagen. Hierzu trugen eine Reihe von Sparförderungensmaßnahmen der Nationalsozialisten bei. Das KdF-Sparen (siehe Kraft durch Freude) wurde seit 1934 bei der Arbeitsbank und bei den Sparkassen angeboten. Die Bank der Deutschen Arbeit verfügte 1937 über Bestände von sechs Millionen RM. Wichtiger war das Volumen des Volkswagen-Sparens. Hier hatten bis Frühjahr 1945 340.000 Sparer mehr als 275 Millionen RM erspart, die weitaus überwiegend bei der Bank der Deutschen Arbeit angelegt waren. Das Programm Eisernes Sparen sorgte in den 1940er Jahren für 10 % der Spareinlagen. Anfang 1945 erhielt die Arbeitsbank auf dem Papier die Sparvolumen des Ostarbeitersparens in Höhe von über 45 Millionen RM. Nachdem die Ukraine durch die Rote Armee besetzt worden war, übertrug die Zentralwirtschaftsbank der Ukraine diese Guthaben auf die Bank der Deutschen Arbeit. An anderen Sparförderprogrammen wie dem Deutschen Bauernsparbuch, dem Schulsparen, HJ-Sparen oder Heimsparen war die Arbeitsbank nicht beteiligt.
Wie die anderen Banken auch war die Bank der Deutschen Arbeit an der "Arisierung" beteiligt. Für den Bereich der IHK Frankfurt am Main stellte eine Studie fest, dass die Bank der Deutschen Arbeit in einem Viertel der Fälle an der "Arisierungsfinanzierung" beteiligt war. Eine besonders starke Rolle spielte sie bei der Arisierung der Reinhardt-Bühnen: Als Hauptgläubiger der Deutsche National-Theater AG zwang sie Max Reinhardt zum Verkauf seiner Anteile zu einem Zehntel ihres Wertes an die Bank der Arbeiter, Angestellten und Beamten. Mit dem Beginn des Krieges beteiligte sich die Bank an der Enteignung der besetzten Gebiete. Sie eignete sich Mitte 1938 das Wiener Dianabad an. 1940 übernahm sie die Danziger Privat-Actien-Bank.

### Ende der Bank
Die Bank der Deutschen Arbeit wurde 1945 von der sowjetischen Militärregierung durch SMAD-Befehl vom 14. August 1945 geschlossen und durch die Sächsische Landesbank abgewickelt.
Nach dem Krieg wurde die Tradition der Gewerkschaftsbanken durch die Bank für Gemeinwirtschaft fortgesetzt.

## Bilanzzahlen
| Jahr | Grundkapital und Rücklagen | Grundkapital und Rücklagen | Einlagen | Bilanzsumme | Reinertrag |
| Jahr | insgesamt                  | Spareinlagen               | Einlagen | Bilanzsumme | Reinertrag |
| ---- | -------------------------- | -------------------------- | -------- | ----------- | ---------- |
| 1925 | 0,75                       | 9,4                        | n/a      | 51,0        | 0,2        |
| 1926 | 4,0                        | 21,3                       | n/a      | 82,4        | 0,9        |
| 1927 | 4,0                        | 36,1                       | n/a      | 169,3       | 0,9        |
| 1928 | 4,0                        | 79,1                       | n/a      | 263,1       | 1,1        |
| 1929 | 12,0                       | 117,4                      | n/a      | 358,0       | 2,1        |
| 1930 | 12,0                       | 163,2                      | n/a      | 369,1       | 2,1        |
| 1931 | 12,0                       | 167,9                      | n/a      | 302,0       | 0,6        |
| 1932 | 12,0                       | 135,3                      | n/a      | 128,0       | 0          |
| 1933 | 12,0                       | 83,2                       | (80)     | 156,0       | 0          |
| 1934 | 16,0                       | 287,4                      | (80)     | 304,0       | 0,7        |
| 1935 | 24,1                       | 285,5                      | 80,8     | 311,1       | 0,8        |
| 1936 | 24,1                       | 325,2                      | 75,4     | 351,4       | 1,1        |
| 1937 | 34,1                       | 402,6                      | 80,7     | 440,0       | 1,3        |
| 1938 | 34,1                       | 473,5                      | 91,2     | 512,8       | 3,6        |
| 1939 | 36,0                       | 890,1                      | 98,7     | 917,6       | 0,6        |
| 1940 | 40,0                       | 1751,4                     | 129,9    | 1795,1      | 4,7        |
| 1941 | 40,0                       | 2596,8                     | 181,0    | 2653,6      | 1,0        |
| 1942 | 65,0                       | 3605,8                     | 280,2    | 3681,0      | 1,8        |
| 1943 | 65,0                       | 4570,5                     | 373,8    | 4657,7      | 2,0        |
| 1944 | 50,0                       | 4821,2                     | 511,5    | 5007,9      |            |
| 1945 | 50,0                       | 4380,7                     | 525,6    | 4894,3      |            |

Die Zahlen sind in Mio. RM angegeben und beziehen sich jeweils auf den 31. Dezember (für 1945: 30. April). Die Werte in Klammern sind Schätzungen. Hachtmann gibt an, die Zahlen der Jahre 1932 und 1933 seien widersprüchlich; zugrunde gelegt wurden die offiziellen Zahlen der DAF.